# ترور رلفورد
ترور رلفورد (انگلیسی: Trevor Releford؛ زادهٔ ۲۳ دسامبر ۱۹۹۱) بازیکن بسکتبال اهل ایالات متحده آمریکا است.